# Mortròu
|  | Per a altres significats, vegeu «Mortroux». |

Mortròu (en francès Mortroux) és una comuna (municipi) de França, a la regió de la Nova Aquitània, departament de la Cruesa. La seva població al cens de 1999 era de 318 habitants. Està integrada a la Communauté de communes de Marche Avenir.

## Demografia
| 1968 | 1975 | 1982 | 1990 | 1999 |
| ---- | ---- | ---- | ---- | ---- |
| 484  | 420  | 384  | 331  | 318  |

## Administració
| Període   | Identitat            | Partit |
| --------- | -------------------- | ------ |
| 1953-1983 | André Chandernagor   | PS     |
| 1983-2008 | Thierry Chandernagor | PS     |
| 2008-     | Guy Marsaleix        |        |